# Stanislaw Tillich
Stanislaw Tillich (Räckelwitz, 10 aprile 1959) è un politico tedesco, europarlamentare dal 1994 al 1999, ministro presidente della Sassonia dal 2008 al 2017 e presidente del Bundesrat tedesco dal 2015 al 2016.